# Mills (achternaam)
Mills is de achternaam van de volgende personen:
- Alice Mills (1986), Australische zwemster
- Billy Mills (1938), Amerikaans langeafstandsloper
- Charles Wright Mills (1916–1962), Amerikaans socioloog
- Danny Mills (1977), Engels voetballer
- Hayley Mills (1946), Brits toneelspeelster
- Heather Mills (1968), Brits model
- Jeff Mills (1963), Amerikaans muziekproducent
- John Evans Atta Mills (1944-2012), president van Ghana
- Mike Mills (1958), Amerikaans basgitarist
- Phil Mills (1963), Rallye co-piloot uit Wales
- Robert L. Mills, (1927-1999), Amerikaans natuurkundige
- Stephanie Mills (1957), Amerikaans R&B- en soul-zangeres